# IC 1914
IC 1914 — галактика типу SBcd () у сузір'ї Годинник.
Цей об'єкт міститься в оригінальній редакції індексного каталогу.